# 에르고텔리스 FC
에르고텔리스 FC(그리스어: ΠΑΕ Εργοτέλης)는 에르고텔리스 스포츠클럽 (그리스어: Γυμναστικός Σύλλογος «O Εργοτέλης» Ηρακλείου Κρήτης, Γ.Σ. Εργοτέλης) 산하의 축구 클럽으로 그리스에 소재한 크레타섬에 있는 이라클리오를 연고로 한다. 이 팀은 1929년에 창단되었으며, 현재 헤라클리온 FCA 축구 리그에 참가하고 있다.

## 선수 명단

### 역대
틀:헤라클리온 FCA 축구 리그